# Lissaspis obscura
Lissaspis obscura är en stekelart som beskrevs av Jussila 1998. Lissaspis obscura ingår i släktet Lissaspis och familjen brokparasitsteklar. Inga underarter finns listade i Catalogue of Life.